# Боля, Василий Андреевич
Василий Андреевич Боля (рум. Vasile Bolea; род. 27 октября 1982, Москва, РСФСР, СССР) — молдавский политический деятель. Депутат Парламента Республики Молдова IX—XI созывов с 9 декабря 2014 года. Бронзовый призёр чемпионата Европы 2007 года по регби.

## Биография

### Ранние годы
Родился 27 октября 1982 года в Москве, РСФСР.
С 2000 по 2004 годы проходил обучение в Академии МВД имени Штефана Великого, по специальности «экономическое право». В 2005 году получил статуса магистра права при Академии МВД имени Штефана Великого.

### Спортивная деятельность
Боля начал свою спортивную карьеру в качестве регбиста в кишинёвских командах, а затем был приглашён в сборную Молдовы.
В дальнейшем перешёл в украинскую команду «Авиатор Киев», с которой за три года завоевал три медали на чемпионате Украины, одну бронзовую и две серебряные. С киевским коллективом Боля трижды играл в финале Кубка Украины по регби и каждый раз проигрывал ХТЗ Харькову. Позже Боля перешёл играть в Credo Odesa, с которой в первом же сезоне выиграл титул чемпиона Украины по регби.
Обладатель бронзовой медали чемпионата Европы по регби, проходившем в 2007 году в Москве.
В 2013 году Василе Боля баллотировался на пост президента Федерации регби Молдовы, но не был допущен к участию в конкурсе из-за имеющейся задолженности по членским взносам.

### Профессиональная деятельность
В январе 2006 года стал работать юристом в молдавско-немецкой компании «Т. Шмидт Ландбау».
С 2006 по 2009 годы предоставлял юридические услуги на основании индивидуальных договоров.
с 2009 по 2010 годы работал адвокатом-стажёром в адвокатской конторе «Barrister Service».
С 2010 по 2012 годы — главный юрист в муниципальной клинике № 4.
С 2011 по 2014 годы главный юрист в агентстве «Молдпрес».
В 2011 году возглавлял юридический отдел в благотворительной организации «Soluțiа».

### Политическая деятельность
В 2014 году избрался депутатом Парламента Республики Молдова IX созыва, работал членом юридической комиссии по назначениям и иммунитету.
С 2019 по 2021 годы — депутат Парламента Республики Молдова X созыва, председатель юридической комиссии по назначениям и иммунитету.
В 2021 году на досрочных парламентских выборах был избран депутатом Парламента Республики Молдова XI созыва, заместитель председателя юридической комиссии по назначениям и иммунитету.
25 мая 2023 года депутаты Василий Боля и Александр Суходольский были исключены из парламентской фракции Блока коммунистов и социалистов (БКС).
Боля и Суходольский, будучи депутатами от ПСРМ, 17 мая отправились в Тель-Авив, где встретились с беглым олигархом, лидером партии «Шор» (позже эта партия была признана неконституционной решением Конституционного суда Республики Молдова) Иланом Шором. После этого Исполнительный комитет ПСРМ обратился к Республиканскому совету партии с требованием исключить депутатов из формирования.
«Депутаты парламента Василий Боля и Александр Суходольский в последние месяцы сознательно и преднамеренно демонстрировали вызывающее поведение, противоречащее позиции и интересам партии. В связи с этим в отношении них были инициированы внутренние санкционные механизмы, и коллегам был предложен крайний срок для возвращения в русло партийной деятельности. Таким образом, исходя из постоянного пренебрежения интересами партии и проведения деятельности, не совместимой с видением и позицией партии, Исполнительный комитет ПСРМ просит фракцию БКС в Парламенте Республики Молдова исключить из своего состава депутатов Василия Боля и Александра Суходольского и отстранить их от всех должностей, на которые они были делегированы фракцией», говорится в заявлении опубликованном на официальной странице ПСРМ в Facebook.
Депутаты Василий Боля и Александр Суходольский, исключённые из Партии социалистов Республики Молдова, решили примкнуть к партии «Renaștere — Возрождение» Сергея Мишина. Об этом они сообщили 22 мая на пресс-конференции вместе с депутатами Александром Нестеровским и Ириной Лозован, которые ранее покинули ПСРМ и вступили в формирование Мишина связанного с беглым олигархом Иланом Шором приговорённым в Республике Молдова Апелляционной палатой Кишинёва (АП) по делу, которое является частью «Банковского мошенничества» к 15 годам лишения свободы

### Коррупционный скандал
В декабре 2024 года в молдавских СМИ появилась информация о наличии у Василия Боли необоснованного имущество на сумму 231 109 леев. Данные сведения были обнародованы на основании проведения длительной проверки в отношении депутата парламента Боли, а также членов его семьи Национальным органом по неподкупности. Сам Василий Боля опроверг обвинения, заявив о полном декларировании им всего принадлежащего ему имущества и доходов. 
.
.

### Семья
Василий Боля женат, имеет двоих детей.